# كريم بن عمر
كريم بن عمر (ولد في صفاقس) هو مذيع تونسي بإذاعة إكسبرس أف أم يقدّم برنامج «في كلمتين». ويشغل منصب مدير البرمجة بنفس الإذاعة.

## الدراسة
حاز كريم بن عمر على الأستاذية في إعلامية التصرف من المعهد العالي للتصرف بتونس في 1986 وعلى شهادة الدراسات المعمقة في إعلامية المنظمات من جامعة باريس دوفين في 1988 وعلى الماجستير في إدارة الأعمال من جامعة جنوب المتوسط.

## المسيرة المهنية
أذاع كريم بن عمر برامج تلفزيونية في قناة الأفق وتونس 7 وقناة 21 وبرامج إذاعية في إذاعة كنال 9 (Canal 9) في باريس. ثم أصبح مذيعا بإذاعة تونس الدولية حيث قدّم برنامج «زنزانا» المتخصص في الهارد روك وموسيقى الميتال وبرنامج تير أو بيت (Tir au But).

## برامجه
- في كلمتين، إكسبرس أف أم

ّ* زنزانا، إذاعة تونس الدولية
- تير أو بيت (Tir au But)، إذاعة تونس الدولية

## الحياة الشخصية
متزوج وله طفلان.

## وصلات خارجية
- الموقع الرسمي